# Didier Raboutou
Didier Raboutou (Tolosa, 28 aprile 1962) è un arrampicatore francese.
Ha praticato le competizioni di difficoltà e l'arrampicata in falesia.

## Biografia
Ha cominciato ad arrampicare a quindici anni nel 1977. Ha partecipato a Sportroccia 85, la prima competizione internazionale di arrampicata e da allora ha preso parte alle competizioni fino al 1992.  Dal 1993 è sposato con la pluricampionessa del mondo Robyn Erbesfield con la quale organizza corsi di arrampicata e l'allenamento per i settori giovanili. Si dedica anche al ciclismo.

## Palmarès

### Coppa del mondo
|      | 1989 | 1990 | 1991 |
| ---- | ---- | ---- | ---- |
| Lead | 2    | 5    | 5    |

### Campionato del mondo
|      | 1991 |
| ---- | ---- |
| Lead | 6    |

## Falesia

### Lavorato
- 8c/5.14b:
  - Maginot Line - Volx (FRA) - 1992 - Via di Ben Moon del 1989
  - Agincourt - Buoux (FRA) - 1992 - Via di Ben Moon del 1989
- 8b+/5.14a:
  - Bad Attitude - Saint-Antonin-Noble-Val (FRA)
  - Le Minimum - Buoux (FRA) - 1989 - Via di Marc le Menestrel del 1986
  - La Rage de Vivre - Buoux (FRA) - Via di Antoine le Menestrel del 1986
  - Magie Blanche - Mauries - 1989 - Prima salita
  - Coup de bambou - Cimaï (FRA) - 1987 - Prima salita
- 8b/5.13d:
  - No War More Love - Saint-Antonin-Noble-Val (FRA)
  - Los bourrinados - Saint-Antonin-Noble-Va] (FRA)
  - Arrive d'air chaud - Fontgarnide (FRA) - Prima salita
  - Sortilèges - Cimaï (FRA) - 1986 - Prima salita
- 8a+/5.13c:
  - La Mission - Buoux (FRA) - 1986 - Prima salita

### A vista
Ha salito fino all'8b a vista, primo al mondo a scalare questa difficoltà a vista con Space Camp a Saint-Pé-d'Ardet nel 1991, via ora gradata 8a+.
- 8a+/5.13c:
  - Space Camp - Saint-Pé-d'Ardet (FRA) - 1991
  - Eau de Cologne - Russan (FRA) - 1991
  - Pipe Line - Russan (FRA) - 1989
- 8a/5.13b:
  - Quart de Siècle - Russan (FRA) - 1989
- 7c+/5.13a:
  - Invitation au Voyage - Volx (FRA)